# 翫正敏
翫 正敏（いとう まさとし、1947年4月11日 - 2022年1月26日）は、昭和・平成期の日本の政治家（参議院議員1期）・真宗大谷派僧侶。測量士の資格を持つ。

## 経歴
石川県出身。小松高校卒業、1970年に立命館大学理工学部を卒業後に、京都市の建築設計事務所に勤務した後、父の後を継いで小松市の正光寺住職となる。僧侶としての立場から平和運動に参加して宗教者平和ネットワークを創設し、小松基地騒音公害訴訟や能登原発反対運動に参加する。
1989年の第15回参議院議員通常選挙比例区に日本社会党の比例代表名簿第19位で立候補して初当選する。1993年には日本社会党委員長選挙に立候補して村山富市と争うが敗れた。その後、自社さ路線への反発から1994年に社会党を離党、田英夫らの新党護憲リベラルに参加する。しかし田らも自社さ連立を支持する立場であることを批判し、憲法みどり農の連帯を結党する。1995年の第17回参議院議員通常選挙では憲法みどり農の連帯から比例代表1位で立候補するが落選、翌年の第41回衆議院議員総選挙には新社会党から広島県第2区で立候補するが落選した。
2022年1月26日、腎臓病の悪化のため金沢市の病院で死去。74歳没。